# Yoshinori Sembiki
Yoshinori Sembiki (千疋 美徳, Sembiki Yoshinori) est un footballeur japonais né le 5 janvier 1964. Il évoluait au poste de défenseur.

## Palmarès de joueur
- Champion du Japon en 1987
- Vice-champion du Japon en 1990
- Vainqueur de la Coupe du Japon en 1987